# Чокани (Васлуј)
Чокани (рум. Ciocani) насеље је у Румунији у округу Васлуј у општини Чокани. Oпштина се налази на надморској висини од 96 m.

## Становништво
Према подацима из 2002. године у насељу је живело 911 становника, од којих су сви румунске националности.